# Lijst van kunstwerken in het Mauritshuis/W
Lijst van kunstwerken in het Mauritshuis en de Galerij Prins Willem V in Den Haag met werken van kunstenaars van wie de naam begint met de letter W. Vermeldingen in het grijs geven aan dat het werk geen deel meer uitmaakt van de collectie, bijvoorbeeld omdat het in bruikleen gegeven is aan een andere instelling of omdat het teruggegeven is aan de bruikleengever.
| Inventaris-nummer | Maker                                           | Titel | Datering      | Type       | Afbeelding |
| ----------------- | ----------------------------------------------- | --- | ------------- | ---------- | ---------- |
| 1080              | Andy Warhol                                     | Portret van koningin Beatrix | 1985          | Prent      |            |
| 642               | Jan Weenix                                      | Dode haas | 1689          | Schilderij |            |
| 206               | Jan Weenix                                      | Dode zwaan | Ca. 1700-1719 | Schilderij |            |
| 207               | Jan Weenix                                      | Jachtstilleven | 1708          | Schilderij |            |
| 788               | Jan Weenix                                      | Stilleven met dood wild en vruchten naast een tuinvaas, met een aap, een hond en twee duiven; in het verschiet Rijksdorp bij Wassenaar, een buitenverblijf van jhr. Jacob Emmery baron van Wassenaar | 1714          | Schilderij |            |
| 940               | Jan Baptist Weenix                              | Dode patrijs, hangend aan een spijker | Ca. 1650-1652 | Schilderij |            |
| 1058              | Jan Baptist Weenix en Nicolaes Berchem          | De roeping van Matteüs | Ca. 1657      | Schilderij |            |
| 901               | Jan Baptist Weenix                              | Italiaans landschap met herberg en antieke ruïnes | 1658          | Schilderij |            |
| 208               | Adriaen van der Werff                           | Portret van een man | 1689          | Schilderij |            |
| 209               | Adriaen van der Werff                           | De vlucht naar Egypte | 1710          | Schilderij |            |
| 210               | Jan Jansz. Westerbaen (I)                       | Portret van Arnoldus Geesteranus Zie Portretten van Arnoldus Geesteranus en Susanna Pietersdr. Oostdijk                                                                                              | 1647          | Schilderij |            |
| 211               | Jan Jansz. Westerbaen (I)                       | Portret van Susanna Pietersdr. Oostdijk Zie Portretten van Arnoldus Geesteranus en Susanna Pietersdr. Oostdijk                                                                                       | 1647          | Schilderij |            |
| 264               | Rogier van der Weyden en atelier                | De bewening van Christus | Ca. 1460      | Schilderij |            |
| 469               | Thomas Wijck                                    | De alchemist | 1631-1677     | Schilderij |            |
| 212               | Jan Wijnants                                    | Landschap met bosrand | 1659          | Schilderij |            |
| 213               | Jan Wijnants                                    | Duinlandschap met een weg | 1675          | Schilderij |            |
| 1070              | Augustus Wijnantz                               | Gezicht op het Mauritshuis | Ca. 1830      | Schilderij |            |
| 259               | Jan Wildens en Paul de Vos                      | Hertenjacht | 1610-1653     | Schilderij |            |
| 1122              | Adam Willaerts                                  | Schepen bij een rotsachtige kust | 1621          | Schilderij |            |
| 265               | Thomas Willeboirts Bosschaert                   | Allegorie op de macht van de liefde | 1628-1654     | Schilderij |            |
| 452               | Thomas Willeboirts Bosschaert                   | Venus en Adonis | Ca. 1642      | Schilderij |            |
| 256               | Thomas Willeboirts Bosschaert en Daniël Seghers | Bloemguirlande rond een beeltenis van de Madonna | 1645          | Schilderij |            |
| 231               | Willem Wissing                                  | Portret van Willem III van Oranje | Ca. 1684-1685 | Schilderij |            |
| 731               | Jacob de Wit                                    | Apollo omringd door de negen muzen Zie Plafondstuk met Apollo omringd door de negen muzen | 1743          | Schilderij |            |
| 732               | Jacob de Wit                                    | De herderszang Zie Plafondstuk met Apollo omringd door de negen muzen | 1743          | Schilderij |            |
| 733               | Jacob de Wit                                    | Het heldendicht Zie Plafondstuk met Apollo omringd door de negen muzen | 1743          | Schilderij |            |
| 734               | Jacob de Wit                                    | Het blijspel Zie Plafondstuk met Apollo omringd door de negen muzen | 1743          | Schilderij |            |
| 735               | Jacob de Wit                                    | Het treurdicht Zie Plafondstuk met Apollo omringd door de negen muzen | 1743          | Schilderij |            |
| 824               | Emanuel de Witte                                | De Oude Kerk in Amsterdam tijdens een dienst | Ca. 1654      | Schilderij |            |
| 473               | Emanuel de Witte                                | Interieur van een gefantaseerde katholieke kerk | 1668          | Schilderij |            |
| 267               | Victor Wolfvoet (II) Naar Peter Paul Rubens     | Abraham en Melchisedek | 1639-1652     | Schilderij |            |
| 268               | Victor Wolfvoet (II) Naar Peter Paul Rubens     | De inzameling van het manna | 1639-1652     | Schilderij |            |
| 222               | Philips Wouwerman                               | Rustende jagers | Ca. 1645      | Schilderij |            |
| 221               | Philips Wouwerman                               | Rust tijdens de jacht | Ca. 1650-1655 | Schilderij |            |
| 218               | Philips Wouwerman                               | De hooiwagen | Ca. 1650-1668 | Schilderij |            |
| 219               | Philips Wouwerman                               | Veldslag | Ca. 1655-1660 | Schilderij |            |
| 214               | Philips Wouwerman                               | De aankomst in de stal | Ca. 1660-1670 | Schilderij |            |
| 215               | Philips Wouwerman                               | Het vertrek uit de stal | Ca. 1660-1670 | Schilderij |            |
| 216               | Philips Wouwerman                               | Valkenjacht | Ca. 1660-1670 | Schilderij |            |
| 217               | Philips Wouwerman                               | De rijschool | Ca. 1660-1670 | Schilderij |            |
| 220               | Philips Wouwerman                               | Legerkamp | Ca. 1660-1670 | Schilderij |            |
| 1059              | Moyses van Wtenbrouck                           | Landschap met herders | 1626          | Schilderij |            |
| 1097              | Moyses van Wtenbrouck                           | Bosvijver met Salmacis en Hermaphroditus | 1627 (?)      | Schilderij |            |
| 223               | Joachim Wtewael                                 | Mars en Venus betrapt door Vulcanus | 1601          | Schilderij |            |